# Bruce Bueno de Mesquita
Bruce Bueno de Mesquita (nascido em 24 de Novembro de 1946) é um cientista político, professor na Universidade de Nova York, e membro fellow pelo Instituto Hoover da Universidade de Stanford.

## Biografia
Bueno de Mesquita obteve seu título em Bacharel das Artes pelo Queens College de Nova York em 1967 e mestrado e Ph.D. pela University of Michigan. Se especializou em relações internacionais, política externa, e construção nacional. É um dos autores da teoria do seletorado, e também o diretor do Centro Alexander Hamilton de Política Econômica da Universidade de Nova York.
Bueno de Mesquita fundou uma companhia, Mesquita & Roundell, especializada em predições políticas. Bueno de Mesquita é discutido em um artigo da revista de domingo do New York Times de 16 de Agosto de 2009, intitulado "Can Game Theory Predict When Iran Will Get the Bomb?'" ("Pode a Teoria dos Jogos Predizer Quando o Irã Obterá a Bomba?", em tradução livre). Também é assunto de um episódio de duas horas do canal History channel intitulado "O Próximo Nostradamus".

## Publicações
- The Dictator's Handbook: Why Bad Behavior is Almost Always Good Politics. [S.l.]: Random House. 2011. 272 páginas. ISBN 9781610390446. OCLC 701015473
- The Predictioneer's Game: Using the Logic of Brazen Self-Interest to See and Shape the Future. [S.l.]: Random House. 2009. 272 páginas. ISBN 1-4000-6787-1. OCLC 290470064
- The Strategy of Campaigning: Lessons from Ronald Reagan and Boris Yeltsin. Ann Arbor: University of Michigan Press. 2007. 356 páginas. ISBN 978-0-472-03319-5 (with Kiron K. Skinner, Serhiy Kudelia, Condoleezza Rice)
- The War Trap. New Haven: Yale University Press. 1981. 226 páginas. ISBN 0-300-03091-6
- The Logic of Political Survival. Cambridge: MIT Press. 2003. 480 páginas. ISBN 0-262-52440-6 (with Alastair Smith, Randolph M. Siverson, James D. Morrow)
- Predicting Politics.  Columbus, OH: Ohio State University Press, 2002. ISBN 9780814259849 OCLC 804351067
- Forecasting Political Events:  The Future of Hong Kong (with David Newman and Alvin Rabushka).  New Haven: Yale University Press, 1985. ISBN 9780300042795 OCLC 11970890